# 名人墓地
名人墓地（西班牙語：Panteón de Hombres Ilustres）是西班牙马德里的一处皇家地址，由国家遗产局管理。它是由西班牙建筑师Fernando Arbós y Tremanti设计, 位于丽池区的阿托查圣母圣殿。
名人墓地内安葬了许多西班牙名人，其中包括弗朗西斯科·马丁内斯·德·拉·罗萨（1789-1862）、安东尼奥·卡诺瓦斯·德尔卡斯蒂略（1828-1897）等政治家。

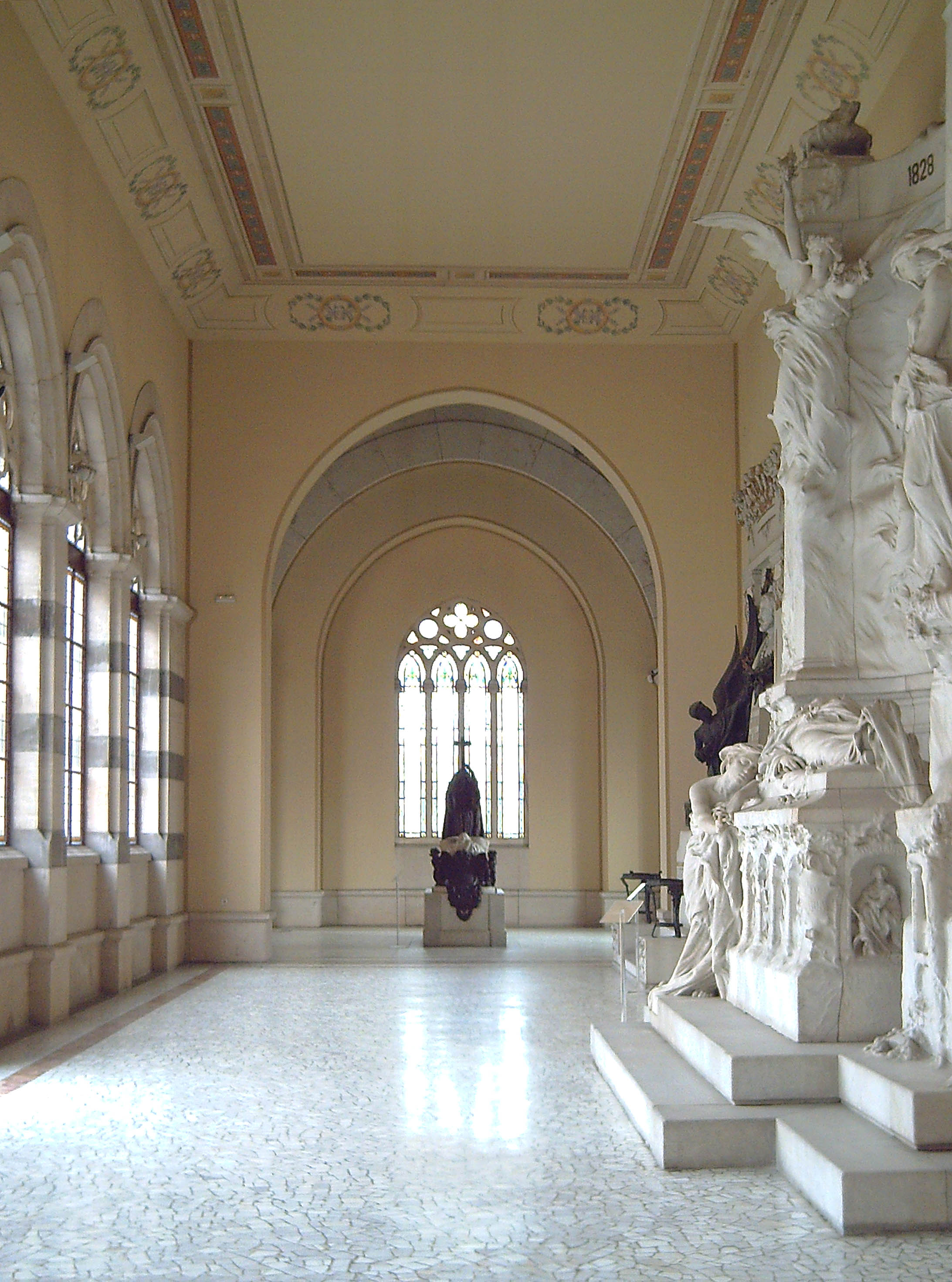
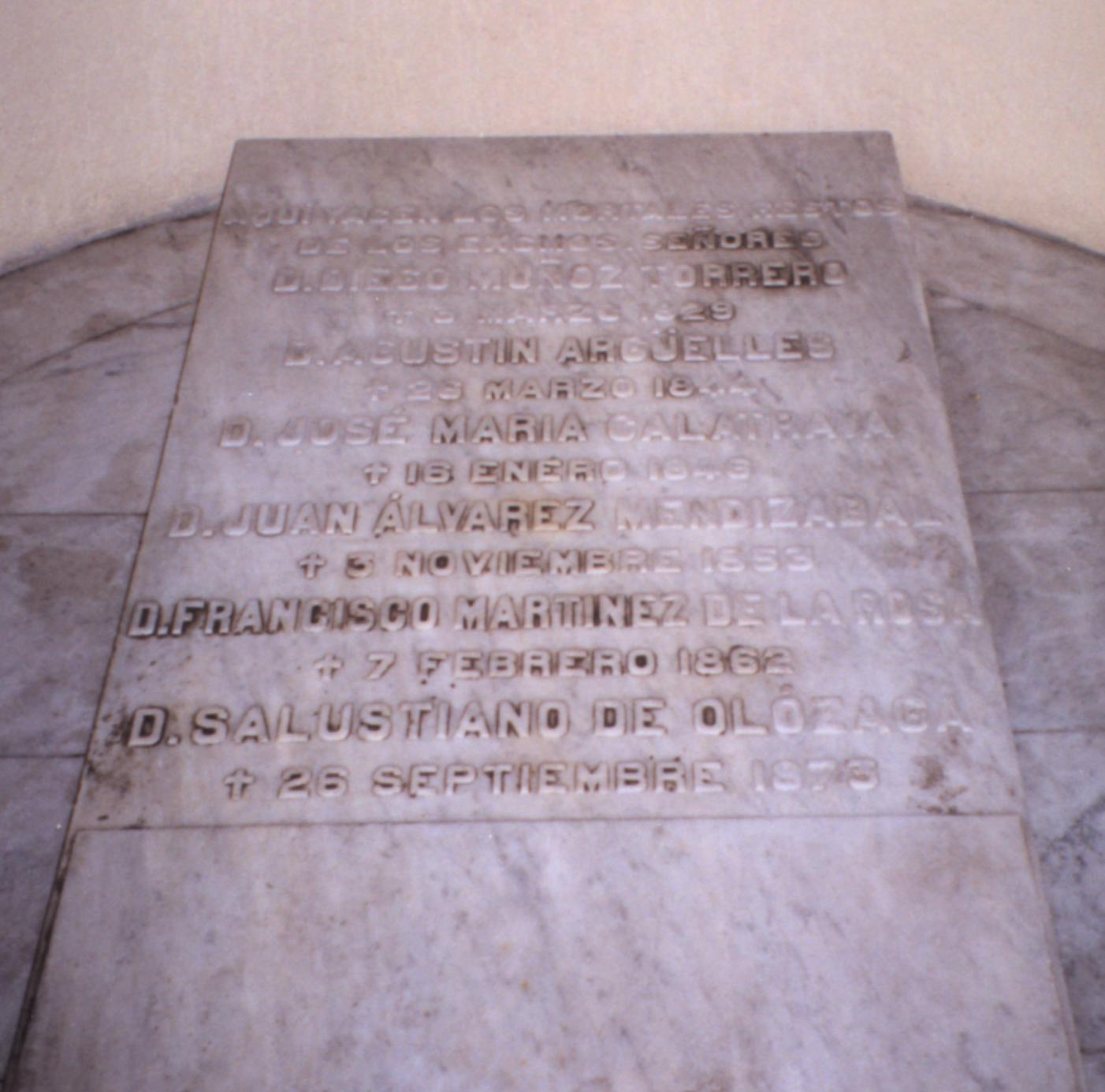
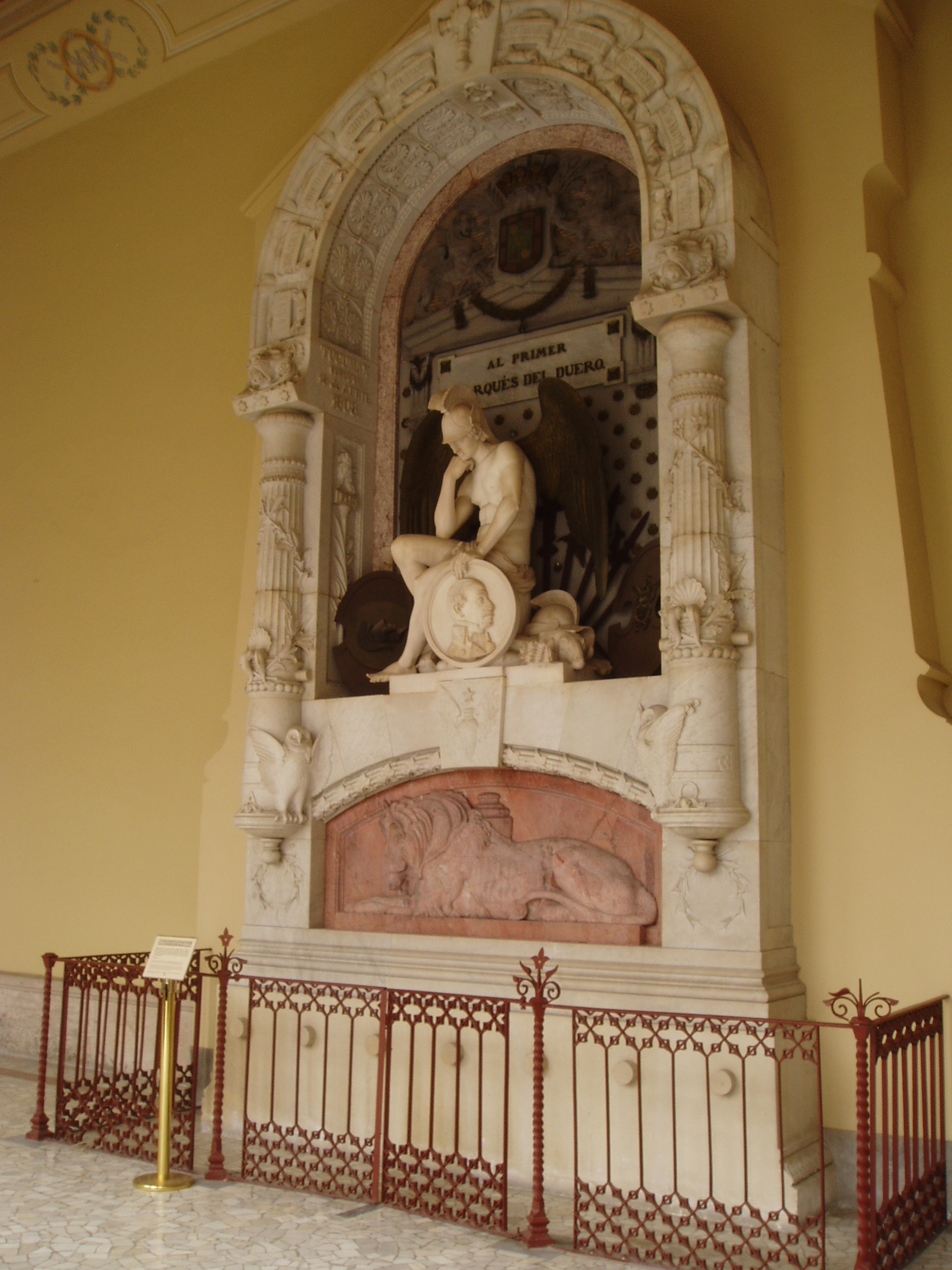
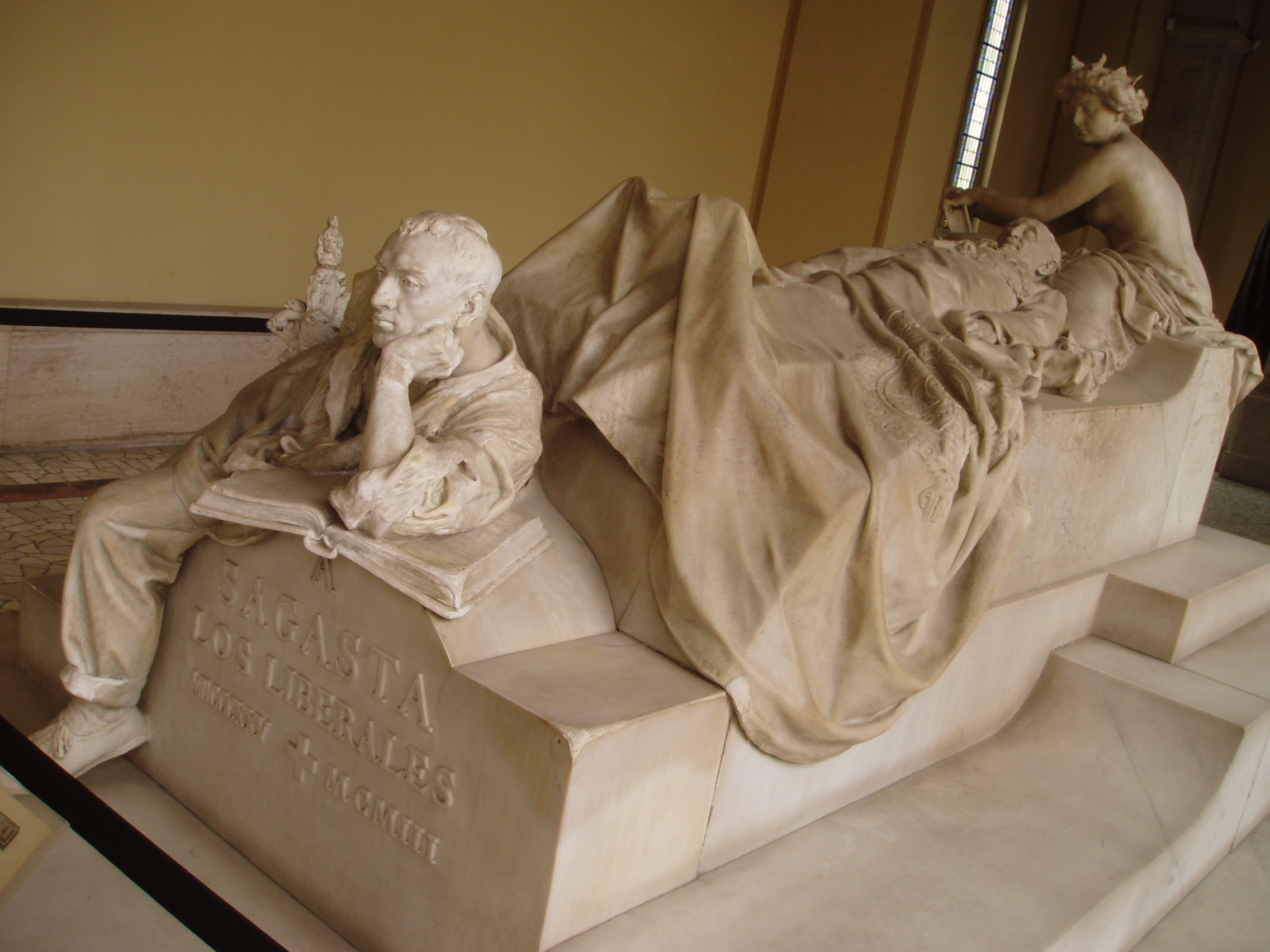
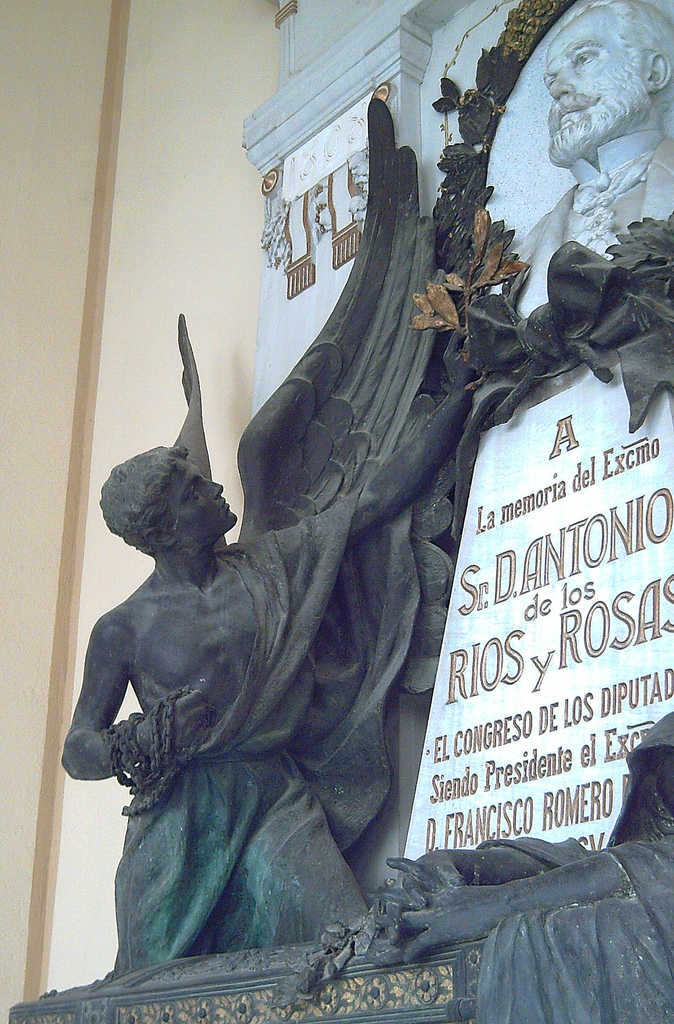
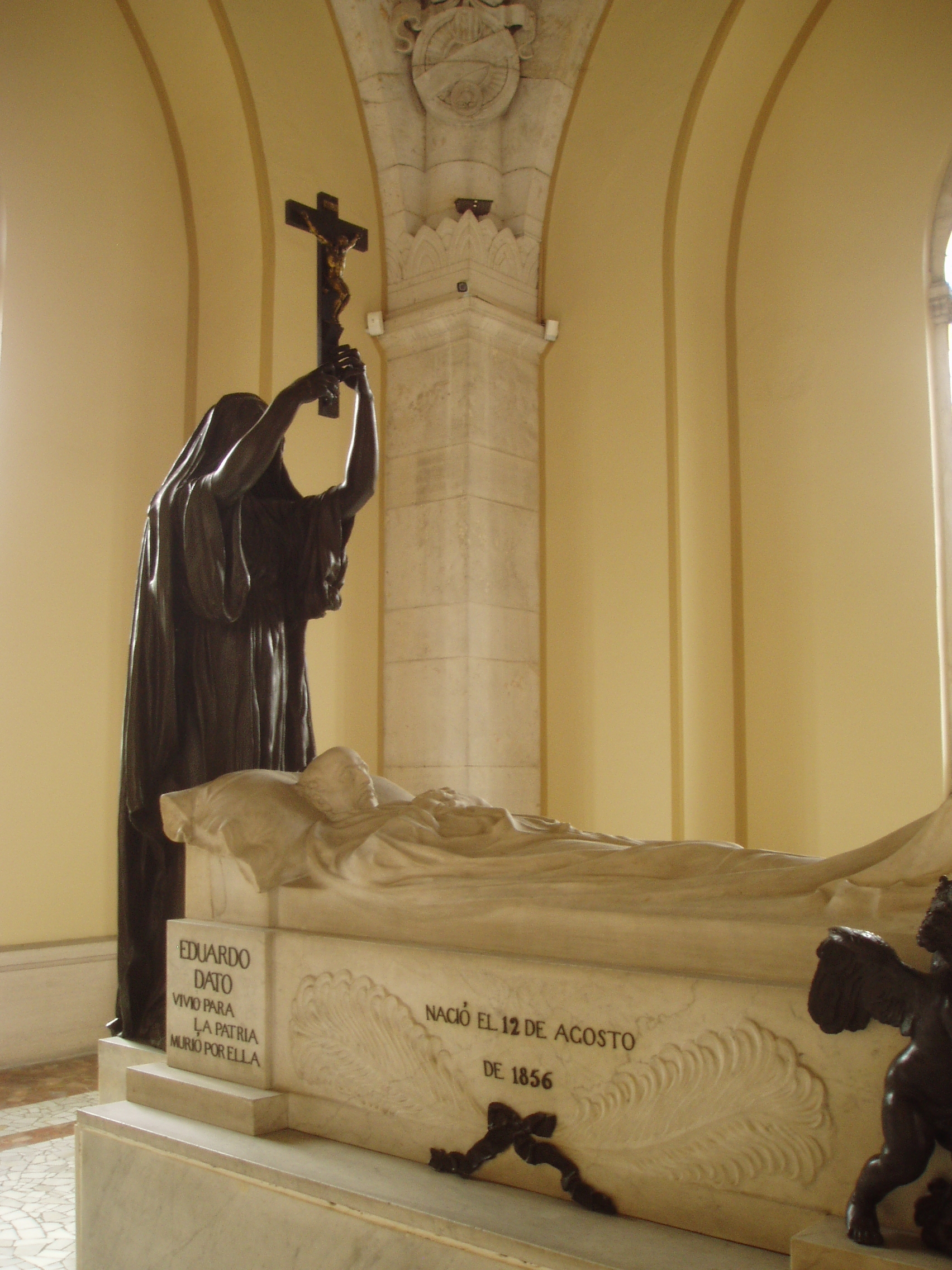
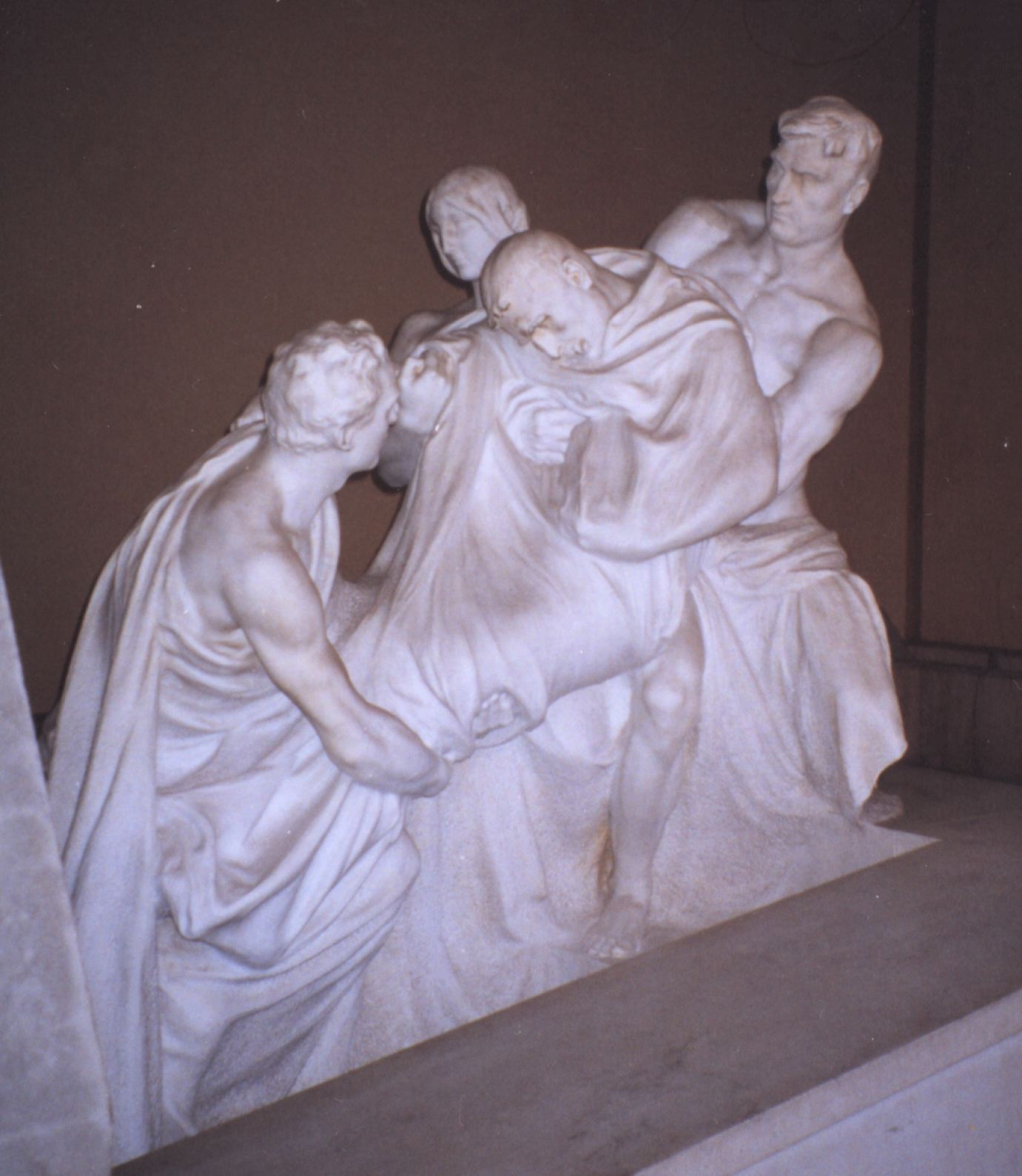